# (311785) Erwanmazarico
(311785) Erwanmazarico est un astéroïde de la ceinture principale.

## Description
(311785) Erwanmazarico est un astéroïde de la ceinture principale. Il fut découvert le 19 octobre 2006 à l'observatoire Airglow dans les montagnes Laurel (à l'ouest de la Pennsylvanie) par David R. Skillman. Il présente une orbite caractérisée par un demi-grand axe de 2,80 UA, une excentricité de 0,29 et une inclinaison de 8,6° par rapport à l'écliptique.

## Compléments